# Плодоїд венесуельський
Плодоїд венесуельський (Pipreola formosa) — вид горобцеподібних птахів родини котингових (Cotingidae). Ендемік Венесуели.

## Опис
Довжина птаха становить 18 см, вага 41 г. У самців голова і горло чорні, верхня частина тіла зелена, третьорядні покривні пера крил мають білі кінчики. Верхня частина грудей яскраво-оранжева, живіт червоний. У самиць голова, горло зелені, решта верхньої частини тіла така ж, як у самців. На грудях невелика жовта плями, решта нижньої частини тіла смугасто-жовто-зелена.

## Підвиди
Виділяють три підвиди:
- P. f. formosa (Hartlaub, 1849) — гори Прибережного хребта на півночі Венесуели;
- P. f. rubidior (Chapman, 1925) — гори Прибережного хребта на північному сході Венесуели;
- P. f. pariae Phelps, WH & Phelps, WH Jr, 1949 — гори на півострові Парія[en].

## Поширення і екологія
Венесуельські плодоїди живуть в нижньому і середньому ярусах вологих гірських тропічних лісів. Зустрічаються на висоті від 800 до 2200 м над рівнем моря. Живляться дрібними плодами.